# Eladio Dieste

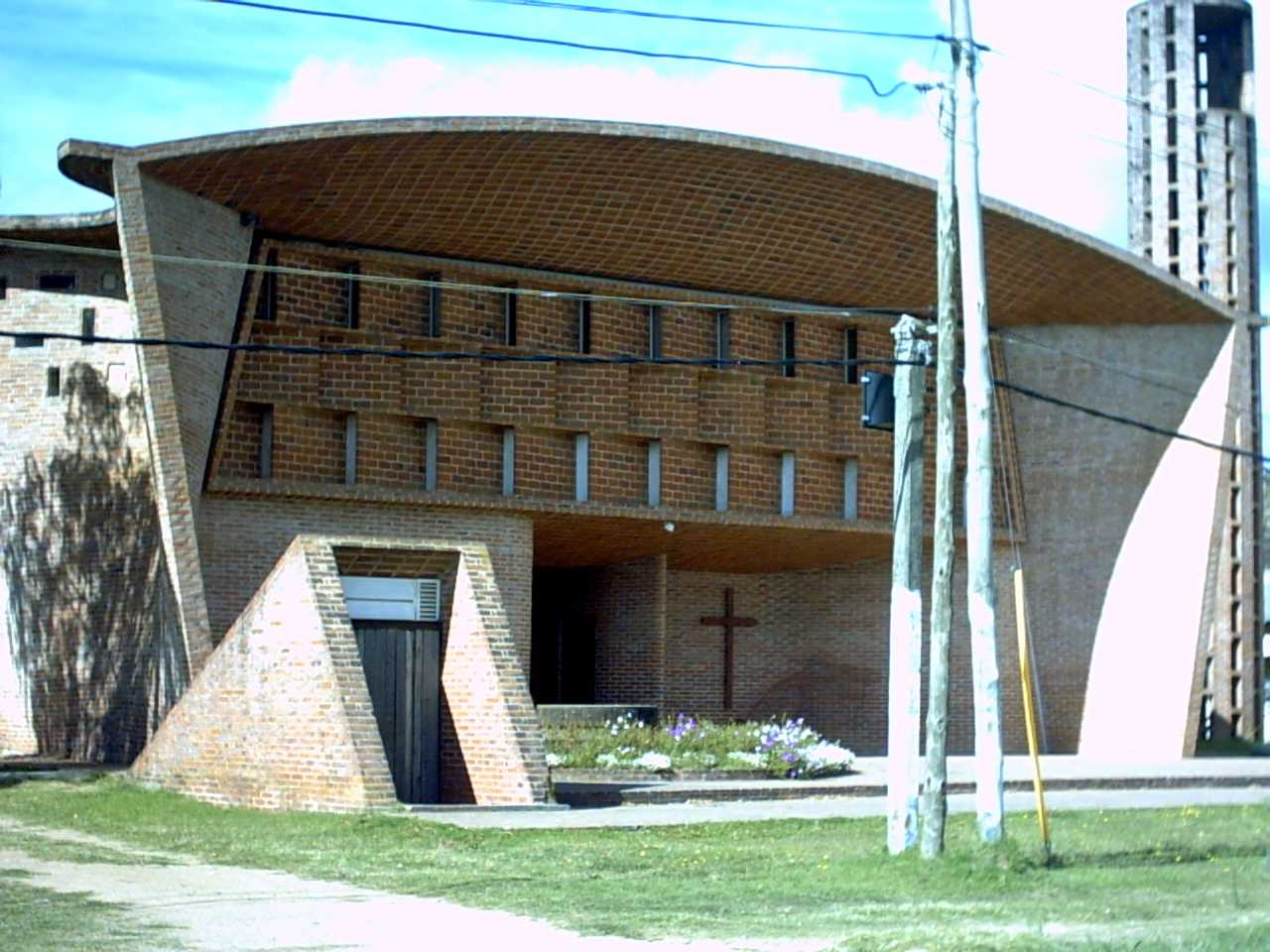
De Cristo Obrero-kerk te Atlántida

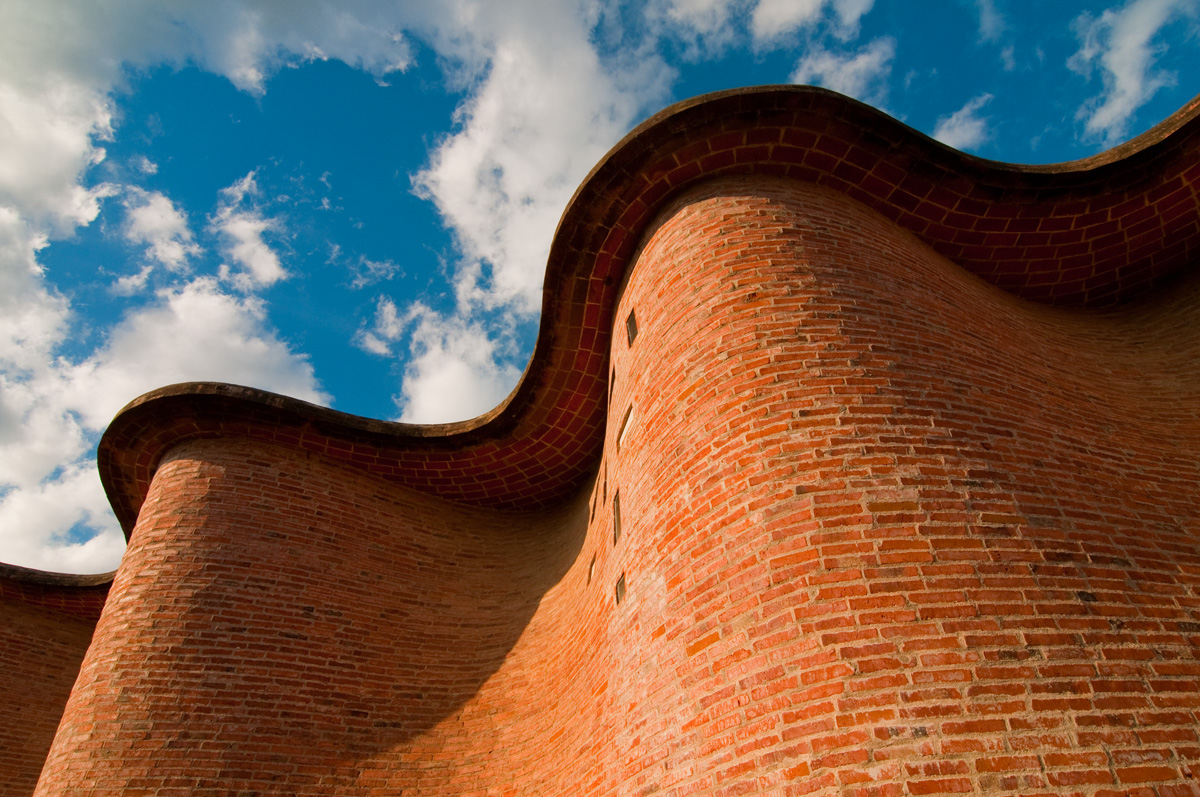
Gebruik van gewapende keramiek

Eladio Dieste (Artigas, 10 december 1917 – Montevideo, 29 juli 2000) was een Uruguayaans ingenieur en architect. In 2021 werd de Iglesia de Cristo Obrero y Nuestra Señora de Lourdes te Atlántida, een kerkgebouw van zijn hand erkend als UNESCO werelderfgoed, de inschrijving op de werelderfgoedlijst refereert naar "Het werk van ingenieur Eladio Dieste: Kerk van Atlántida".
Dieste studeerde in 1943 als ingenieur af aan de Universidad de la República in Montevideo. Hij verwierf in de loop van zijn carrière internationale reputatie en erkenning door een reeks constructies te bouwen van graansilo's, fabrieksloodsen, markten en kerken, de meeste in Uruguay en allemaal van uitzonderlijke elegantie. Hij gebruikte daarbij naar eigen zeggen "gewapende keramiek", cerámica armada, een geheel van baksteen, stalen pantsers en een minimale hoeveelheid beton, als bouwelement. 
Dieste werd eredoctor van zijn alma mater in 1993 en doctor honoris causa van Universidad de Montevideo in 1999. "Het werk van ingenieur Eladio Dieste: Kerk van Atlántida" werd erkend als cultureel werelderfgoed in juli 2021 tijdens de 44e sessie van de UNESCO Commissie voor het Werelderfgoed. Andere gekende werken zijn onder meer de Iglesia de San Pedro te Durazno en het Montevideo Shopping complex.
- autores.uy: 625
- Bibsys: 90628916
- Biblioteca Nacional de España: XX1251262
- Bibliothèque nationale de France: cb14642456s (data)
- Catàleg d'autoritats de noms i títols de Catalunya: 981058612720406706
- Gemeinsame Normdatei: 121399389
- International Standard Name Identifier: 0000 0000 6682 066X
- Library of Congress Control Number: n88198789
- Nationale Bibliotheek van Israël: 987007423491705171
- Réseau des bibliothèques de Suisse occidentale: 02-A003180009
- RKD-Nederlands Instituut voor Kunstgeschiedenis: 212051
- LIBRIS: 263149
- Système universitaire de documentation: 077746031
- Union List of Artist Names: 500104361
- Virtual International Authority File: 40233932
- WorldCat: E39PBJv8Grj8MXwrj9wK7B3PcP